# Ijiraq (satelit)
Ijiraq sau Saturn XXII (22), este un mic satelit neregulat prograd al lui Saturn. A fost descoperit de echipa lui Brett Gladman⁠(d), John J. Kavelaars⁠(d), et al. în anul 2000, și a primit denumirea temporară S/2000 S 6.   A fost numit în 2003 după ijiraq, o creatură din mitologia inuită. 

## Orbită

Grupurile neregulate prograde de sateliți ai lui Saturn: Inuit (albastru) și Galic (roșu). Excentricitatea orbitelor este reprezentată de segmentele galbene care se extind de la pericentru la apocentru.

Ijiraq îl orbitează pe Saturn la o distanță medie de 11,1 Gm în 451 de zile pe o orbită foarte asemănătoare cu cea a lui Kiviuq. Se crede că Ijiraq este în rezonanță Kozai: orbita sa reduce ciclic înclinația în timp ce crește excentricitatea și vice versa. Argumentul orbital al pericentrului oscilează în jurul a 90° cu o amplitudine de 60°.  Ca Kiviuq și Thrymr, Elementele orbitale ale lui Ijiraq se suprapun puternic cu cele ale lui Phoebe și este probabil să se ciocnească cu Phoebe în viitor.

## Caracteristici fizice
În timp ce Ijiraq este membru al grupului Inuit de sateliți neregulați,  observații recente au arătat că este în mod distinct mai roșu decât Paaliaq, Siarnaq și Kiviuq. Panta sa spectrală (o măsură a reflectanței corpului în funcție de lungimea de undă) este de două ori mai abruptă decât cea a altor sateliți din grupul inuit (20% la 100 nm), tipic pentru obiectele transneptuniene roșii precum Sedna, dar necunoscut pentru sateliții neregulați. În plus, spectrului ijiraupian (ijiraqan)  îi lipsește absorbția slabă de aproape 0,7 μm, atribuită unei posibile hidratări cu apă, întâlnită în ceilalți trei. 

## Nume
Ijiraq a fost numit în 2003 după ijiraq, o creatură a mitologiei inuite. 
Kavelaars, astronom de la Universitatea McMaster, a sugerat acest nume pentru a ajuta nomenclatura astronomică să iasă din rutina greco-romano-renascentistă. A petrecut câteva luni încercând să găsească nume care erau atât multi-culturale, cât și canadiene, consultând savanții amerindieni fără a găsi un nume care i se părea potrivit. În martie 2001, le citea copiilor săi o poveste inuită și a avut o revelație. Ijiraq-ul joacă de-a v-ați ascunselea, ceea ce fac acești mici sateliți ai lui Saturn: sunt greu de găsit și reci ca arctica canadiană (echipa de descoperitori include canadieni, norvegieni și islandezi — nordicitatea este trăsătura lor comună). Kavelaars l-a contactat pe autorul poveștii, Michael Kusugak⁠(d), pentru a-i obține acordul, iar acesta din urmă a sugerat și numele pentru Kiviuq și 90377 Sedna.